# بروكهافن
بروكهافن (مسيسيبي) (بالإنجليزية: Brookhaven, Mississippi)‏ هي مدينة تقع في الولايات المتحدة في مسيسيبي. يقدر عدد سكانها بـ 12,512 نسمة ومساحتها 19.0 كم2 وترتفع عن سطح البحر 149 متر.

## التركيبة السكانية
حدّد مكتب تعداد الولايات المتحدة بيانات التركيبة السكانية لبروكهافن في تعداد الولايات المتحدة. في ما يلي، التركيبة السكانية حسب تعدادي 2000 و2010.

### تعداد عام 2000
بلغ عدد سكان بروكهافن 9,861 نسمة بحسب تعداد عام 2000، وبلغ عدد الأسر 3,810 أسرة وعدد العائلات 2,481 عائلة مقيمة في المدينة. في حين سجلت الكثافة السكانية 175.2 نسمة لكل كيلومتر مربع (453.8/ميل2). وبلغ عدد الوحدات السكنية 4,240 وحدة بمتوسط كثافة قدره 75.3 لكل كيلومتر مربع (195.0/ميل2).
وتوزع التركيب العرقي للمدينة بنسبة 47.55% من البيض و50.91% من الأمريكيين الأفارقة و0.09% من الأمريكيين الأصليين و0.61% من الأمريكيين ذوي الأصول الآسيوية و0.18% من الأعراق الأخرى و0.66% من عرقين مختلطين أو أكثر و0.79% من الهسبانيون أو اللاتينيون من أي عرق.
بلغ عدد الأسر 3,810 أسرة كانت نسبة 36.3% منها لديها أطفال تحت سن الثامنة عشر تعيش معهم، وبلغت نسبة الأزواج القاطنين مع بعضهم البعض 39.9% من أصل المجموع الكلي للأسر، ونسبة 21.7% من الأسر كان لديها معيلات من الإناث دون وجود شريك، بينما كانت نسبة 3.5% من الأسر لديها معيلون من الذكور دون وجود شريكة وكانت نسبة 34.9% من غير العائلات. تألفت نسبة 31.9% من أصل جميع الأسر من عدة أفراد يعيشون في نفس المنزل ونسبة 16% كانت تتألف من شخص يعيش بمفرده يبلغ من العمر 65 عاماً أو أكثر. وبلغ متوسط حجم الأسرة المعيشية 2.44، أما متوسط حجم العائلات فبلغ 3.10.
بلغ العمر الوسطي للسكان 37.1 عاماً. وكانت نسبة 26.2% من القاطنين تحت سن الثامنة عشر، وكانت نسبة 9% بين الثامنة عشر والرابعة والعشرين عاماً، ونسبة 24.7% كانت واقعةً في الفئة العمرية ما بين الخامسة والعشرين والرابعة والأربعين عاماً، ونسبة 19.3% كانت ما بين الخامسة والأربعين والرابعة والستين، ونسبة 15.2% كانت ضمن فئة الخامسة والستين عاماً فما فوق. يوجد لكل 100 أنثى 82.8 ذكر، ويوجد لكل 100 أنثى في الثامنة عشر من عمرها فما فوق 77.5 ذكر.
بلغ متوسط دخل الأسرة في المدينة 24,632 دولارًا، أما متوسط دخل العائلة فبلغ 30,950 دولارًا. وكان متوسط دخل الذكور 28,079 دولارًا مقابل 20,047 دولارًا للإناث. وسجل دخل الفرد الخاص بالمدينة 13,695 دولارًا. وكانت نسبة 23.3% من العائلات ونسبة 26.9% من السكان تحت خط الفقر، وكان من هؤلاء نسبة 34.8% تحت سن الثامنة عشر ونسبة 25% في الخامسة والستين من العمر وما فوق.

### تعداد عام 2010
بلغ عدد سكان بروكهافن 12,513 نسمة بحسب تعداد عام 2010، وبلغ عدد الأسر 4,768 أسرة وعدد العائلات 3,146 عائلة مقيمة في المدينة. في حين سجلت الكثافة السكانية 222.3 نسمة لكل كيلومتر مربع (575.8/ميل2). وبلغ عدد الوحدات السكنية 5,519 وحدة بمتوسط كثافة قدره 98.1 لكل كيلومتر مربع (254.1/ميل2).
وتوزع التركيب العرقي للمدينة بنسبة 43.81% من البيض و54.12% من الأمريكيين الأفارقة و0.08% من الأمريكيين الأصليين و0.74% من الأمريكيين ذوي الأصول الآسيوية و0.01% من سكان جزر المحيط الهادئ و0.22% من الأعراق الأخرى و1.01% من عرقين مختلطين أو أكثر و0.94% من الهسبانيون أو اللاتينيون من أي عرق.
بلغ عدد الأسر 4,768 أسرة كانت نسبة 34.9% منها لديها أطفال تحت سن الثامنة عشر تعيش معهم، وبلغت نسبة الأزواج القاطنين مع بعضهم البعض 37.7% من أصل المجموع الكلي للأسر، ونسبة 24.3% من الأسر كان لديها معيلات من الإناث دون وجود شريك، بينما كانت نسبة 4% من الأسر لديها معيلون من الذكور دون وجود شريكة وكانت نسبة 34% من غير العائلات. تألفت نسبة 30.6% من أصل جميع الأسر من عدة أفراد يعيشون في نفس المنزل ونسبة 13% كانت تتألف من شخص يعيش بمفرده يبلغ من العمر 65 عاماً أو أكثر. وبلغ متوسط حجم الأسرة المعيشية 2.48، أما متوسط حجم العائلات فبلغ 3.10.
بلغ العمر الوسطي للسكان 37.6 عاماً. وكانت نسبة 26.4% من القاطنين تحت سن الثامنة عشر، وكانت نسبة 8.6% بين الثامنة عشر والرابعة والعشرين عاماً، ونسبة 23.6% كانت واقعةً في الفئة العمرية ما بين الخامسة والعشرين والرابعة والأربعين عاماً، ونسبة 25.3% كانت ما بين الخامسة والأربعين والرابعة والستين، ونسبة 16.1% كانت ضمن فئة الخامسة والستين عاماً فما فوق. وتوزع التركيب الجنسي للسكان بنسبة 45.3% ذكور و54.7% إناث.

## أعلام
- رالف سميث
- أوسكار بريت
- هيذر بوث
- آدي إل. وايت
- غاري أوين
- لامار سميث